# Zeruya Shalev

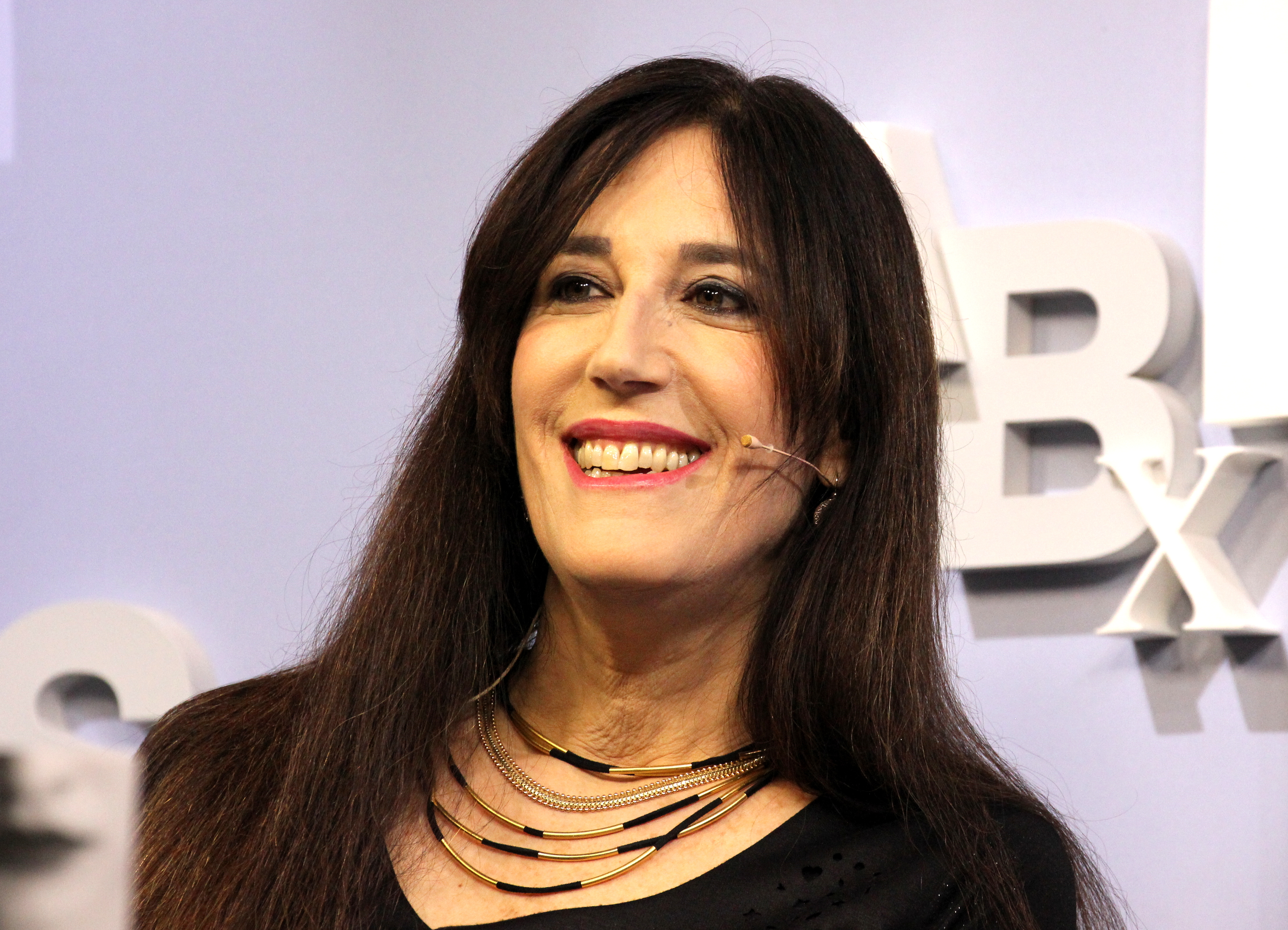
Zeruya Shalev op de Frankfurter Messe, 2015

Zeruya Shalev (Hebreeuws : צרויה שלו) is geboren op 13 mei 1959. Zij is een van de meest vooraanstaande Israëlische auteurs.
Zeruya Shalev werd geboren in de Kiboets Kinneret. Ze heeft een Master in bijbelstudies en werkt als literair redacteur bij uitgeverij Keshet. Op 29 januari 2004, toen ze terugkeerde naar haar huis in Rehavia, Jeruzalem, nadat ze haar kind naar de kleuterschool had gebracht, blies een Palestijnse zelfmoordterrorist een stadsbus op, net op het moment dat ze langskwam. Het kostte haar vier maanden om van haar verwondingen te herstellen. Shalev is getrouwd met Ayal Megged, de zoon van Aharon Megged. Haar neef is de auteur Meir Shalev.

## Onderscheidingen/Prijzen
Shalev heeft de Gold and Platinum Prix van de Book Publishers Association, de Duitse Corine Literature Prize (2001), de Franse Amphi Award en de ACUM- prijs drie keer gewonnen (1997, 2003, 2005). Man en vrouw was genomineerd voor de Franse Femina prijs (2002), en is opgenomen in de Franse Fnac-lijst van de 200 beste boeken van het decennium.
De roman Liefdesleven werd door de Duitse krant Der Spiegel gerekend tot de twintig beste romans van de afgelopen veertig jaar, naast werken van Saul Bellow en Philip Roth.
Liefdesleven is als film uitgebracht onder de titel Love Life (Duitse titel Liebesleben), een gezamenlijke Duits/Israëlische productie uit 2007 onder regie van Maria Schrader.
In 2012 ontving Shalev de Wereld Literatuurprijs (Welt Literaturpreis) van de Duitse krant Die Welt voor haar oeuvre, waarin ze voor haar fantastische magische taal werd geprezen.
- Bibsys: 2007340
- Biblioteca Nacional de España: XX1029091
- Bibliothèque nationale de France: cb13559677w (data)
- Catàleg d'autoritats de noms i títols de Catalunya: 981058612885206706
- CiNii: DA18950134
- Gemeinsame Normdatei: 12184837X
- International Standard Name Identifier: 0000 0001 2037 2934
- Library of Congress Control Number: nr90021338
- Nationale Bibliotheek van Letland: 000212163
- Bibliotheek van het Japanse parlement: 00976777
- Nationale Bibliotheek van Tsjechië: mzk2003200063
- Nationale bibliotheek van Australië: 45488653
- Nationale Bibliotheek van Israël: 987007267961205171
- Nationale Bibliotheek van Polen: a0000001715683
- Nationale en Universitaire bibliotheek Zagreb: 000445260
- Nederlandse Thesaurus van Auteursnamen: 180415077
- Réseau des bibliothèques de Suisse occidentale: 02-A006056489
- Istituto Centrale per il Catalogo Unico: TO0V361347
- LIBRIS: 395970
- Système universitaire de documentation: 059757078
- Trove: 1471590
- Virtual International Authority File: 84559584
- WorldCat: E39PBJc7QgJJdTqkXWG8GRMQMP